# Pôle de recherche national
Un pôle de recherche national (PRN ; en anglais National Centre of Competence in Research, « centre national de compétences en recherche », NCCR ; en allemand Nationaler Forschungsschwerpunkt, NFS ; en italien Polo di ricerca nazionale) est un groupement d'organismes de recherche suisses recevant un financement de la part du Fonds national suisse de la recherche scientifique (FNS) afin de consolider et développer la recherche autour d'un thème commun. Un programme donné peut être financé pendant trois phases consécutives de quatre ans, soit jusqu'à douze ans au total.
Note : la liste suivante n'est pas encore complète, n'hésitez pas à ajouter les PRN manquants !

## Objectif
L'objectif des pôles de recherche nationaux (PRN) est de consolider la structuration de la recherche en Suisse. Les PRN sont implantés dans une haute école et se composent d'un centre de compétences ainsi que d'un réseau tant national qu'international. Le FNS soutient un PRN sur une période de 10  à   12 ans en lui attribuant une enveloppe de 20 à 60 millions de francs. Les PRN sont également soutenus par les fonds propres de hautes écoles et par des fonds de tiers.

## Liste

### PRN commencés en 2001
| Nom court | Nom complet                                         | Dates          | Institutions | Directeurs | Objectif | Page officielle | Page FNS  | Autres références |
| --------- | --------------------------------------------------- | -------------- | ------------ | ---------- | -------- | --------------- | --------- | ----------------- |
| Neuro     | Neuro – Plasticité et réparation du système nerveux | De 2001 à 2013 |              |            |          |                 | [ FNS 1 ] |                   |
|           |                                                     |                |              |            |          |                 |           |                   |

- Le PRN Climate[off. 1], de 2001 à fin mars 2013, regroupant 130 chercheurs de 8 institutions dont l'Université de Berne (leading house) et l'ETHZ et dont l'objectif était de « mieux comprendre les systèmes climatiques et ainsi les changements climatiques et leurs conséquences sur les systèmes écologiques et la société ».
- Le PRN Financial Valuation and Risk Management[1] (FINRISK), de 2001 à 2013.
- Le PRN nl:Frontiers in Genetics, de 2001 à juin 2013.
- Le PRN MaNEP - Materials with Novel Electronic Properties (« Matériaux avec de nouvelles propriétés électroniques »), de 2001 à juin 2013.
- Le PRN Nord-Sud[off. 2],[2], intitulé « Partenariat de recherche pour un allègement des syndromes du changement global », de 2001 à 2013, géré par l'Université de Berne (UniBE) et co-financé par le Fonds national suisse et l'Agence suisse pour le développement et la coopération et dont l'objectif était d'« aider au développement et de montrer comment il pourrait être orienté dans une direction durable ».
- Le PRN Quantum Photonics[3] (« Photonique quantique »), de 2001 à juin 2013.
- Le PRN Survie des plantes[4], du 1er avril 2001 au 31 mars 2013, dirigé depuis l'Université de Neuchâtel.

### PRN commencés en 2005
| Nom court           | Nom complet                                                                                            | Dates               | Institutions | Directeurs | Objectif | Page officielle | Page FNS  | Autres références |
| ------------------- | --- | ------------------- | ------------ | ---------- | -------- | --------------- | --------- | ----------------- |
| Critique de l'image | Critique de l’image – Puissance et importance des images                                               | De 2005 à 2017      |              |            |          |                 | [ FNS 2 ] |                   |
| Démocratie          | Démocratie – Défis posés à la démocratie au XXIe siècle                                                | Depuis octobre 2005 |              |            |          | [ off. 3 ]      | [ FNS 3 ] |                   |
| Mediality           | Mediality – Médias en mutation – Perspectives historiques                                              | De 2005 à 2017      |              |            |          |                 | [ FNS 4 ] |                   |
| Trade Regulation    | Trade Regulation – Les conditions cadres du commerce international: de la fragmentation à la cohérence | De 2005 à 2017      |              |            |          |                 | [ FNS 5 ] |                   |
|                     | |                     |              |            |          |                 |           |                   |

### PRN commencés en 2009
| Nom court           | Nom complet                                                                                 | Dates       | Institutions | Directeurs | Objectif | Page officielle | Page FNS  | Autres références |
| ------------------- | ------------------------------------------------------------------------------------------- | ----------- | ------------ | ---------- | -------- | --------------- | --------- | ----------------- |
| Sciences affectives | Sciences affectives – Les émotions dans le comportement individuel et les processus sociaux | Depuis 2009 |              |            |          | [ off. 4 ]      | [ FNS 6 ] |                   |
| TransCure           | TransCure – De la physiologie du transport à l’identification de cibles thérapeutiques      | Depuis 2009 |              |            |          | [ off. 5 ]      | [ FNS 7 ] |                   |
|                     |                                                                                             |             |              |            |          |                 |           |                   |

### PRN commencés en 2010-2011
| Nom court         | Nom complet                                                                                 | Dates                       | Institutions                                                                                                | Directeurs                                     | Objectif | Page officielle | Page FNS   | Autres références |
| ----------------- | ------------------------------------------------------------------------------------------- | --------------------------- | --- | ---------------------------------------------- | --- | --------------- | ---------- | ----------------- |
| Biologie chimique | Biologie chimique – Visualiser et contrôler des processus biologiques à l’aide de la chimie | depuis 2011                 | |                                                | | [ off. 6 ]      | [ FNS 8 ]  |                   |
| Kidney.CH         | Kidney.CH – Contrôle rénal de l’homéostasie                                                 |                             | |                                                | | [ off. 7 ]      | [ FNS 9 ]  |                   |
| LIVES             | LIVES – Surmonter la vulnérabilité : perspective du parcours de vie                         | Depuis janvier 2011         | Université de Lausanne Université de Genève                                                                 | Dario Spini Eric Widmer Laura Bernardi         | Faire avancer et diffuser les connaissances interdisplinaires sur la vulnérabilité dans une perspective de parcours de vie                                                                               | [ off. 8 ]      | [ FNS 10 ] |                   |
| MUST              | MUST – Science et technologie de processus moléculaires ultrarapides                        | Depuis 2010                 | 18 groupes de recherche suisses                                                                             |                                                | « créer de nouveaux outils expérimentaux et théoriques et à les appliquer afin de révéler les processus les plus rapides dans la physique et la chimie des matières naturelle et fabriquée par l'homme » | [ off. 9 ]      | [ FNS 11 ] |                   |
| QSIT              | QSIT – Science et technologie quantiques                                                    | Depuis 2011                 | |                                                | | [ off. 10 ]     | [ FNS 12 ] |                   |
| Robotique         | Robotique – Robots intelligents pour améliorer la qualité de vie                            | Depuis le 1er décembre 2010 | EPFL (leading house) ETHZ (co-leading house) UZH IDSIA Lugano                                               |                                                | « développer de nouvelles technologies robotiques orientées humain pour l'amélioration de la qualité de vie »                                                                                            | [ off. 11 ]     | [ FNS 13 ] |                   |
| SYNAPSY           | SYNAPSY – Mécanismes synaptiques de maladies mentales                                       |                             | EPFL UNIGE UNIL Uni. Bâle FMI Départements de psychiatrie des hôpitaux universitaires de Genève et Lausanne | Pierre Magistretti (directeur) ~100 chercheurs | « étudier les bases biologiques des maladies mentales » | [ off. 12 ]     | [ FNS 14 ] |                   |
|                   |                                                                                             |                             | |                                                | |                 |            |                   |

### PRN commencés en 2014
| Nom court              | Nom complet                                                                                  | Dates                   | Institutions                                              | Directeurs                                              | Objectif                                                              | Page officielle | Page FNS   | Autres références |
| ---------------------- | -------------------------------------------------------------------------------------------- | ----------------------- | --------------------------------------------------------- | ------------------------------------------------------- | --------------------------------------------------------------------- | --------------- | ---------- | ----------------- |
| Fabrication numérique  | Fabrication numérique – Processus constructifs innovants en architecture                     | Depuis 2014             |                                                           |                                                         |                                                                       | [ off. 13 ]     | [ FNS 15 ] |                   |
| MARVEL                 | MARVEL – Materials’ Revolution: Computational Design and Discovery of Novel Materials        | Depuis 2014             |                                                           |                                                         |                                                                       |                 | [ FNS 16 ] |                   |
| Matériaux bio-inspirés | Matériaux bio-inspirés – La nature comme inspiration pour créer des matériaux ‹intelligents› | Depuis 2014             |                                                           |                                                         |                                                                       | [ off. 14 ]     | [ FNS 17 ] |                   |
| PlanetS                | PlanetS – Origine, évolution et caractérisation des planètes                                 | Depuis le 1er juin 2014 | UNIBE (leading house) UNIGE (co-leading house) UNIZH EPFZ | Willy Benz (UNIBE, dir.) Stéphane Udry (UNIGE, co-dir.) |                                                                       | [ off. 15 ]     | [ FNS 18 ] | [ 5 ]             |
| SwissMAP               | SwissMAP – Les mathématiques de la physique                                                  | Depuis 2014             |                                                           |                                                         |                                                                       | [ off. 16 ]     | [ FNS 19 ] |                   |
| MSE                    | MSE – Molecular Systems Engineering (Ingénierie des systèmes moléculaires)                   | Depuis 2014             |                                                           |                                                         |                                                                       | [ off. 17 ]     | [ FNS 20 ] |                   |
| On the Move            | On the Move – Entre migration et mobilité                                                    | Depuis juin 2014        | UNINE UNIBAS UNIFR UNIBE UNIGE UNIL UNILU                 | Gianni D'Amato                                          | « améliorer la compréhension des schémas migratoires contemporains ». | [ off. 18 ]     |            |                   |
| RNA & Disease          | RNA & Disease – Le rôle de l’ARN dans l’origine des maladies                                 | Depuis le 1er mai 2014  |                                                           |                                                         |                                                                       | [ off. 19 ]     | [ FNS 21 ] |                   |